# Oedothorax tingitanus
Oedothorax tingitanus är en spindelart som först beskrevs av Simon 1884.  Oedothorax tingitanus ingår i släktet Oedothorax och familjen täckvävarspindlar. Inga underarter finns listade i Catalogue of Life.